# Góry Hida

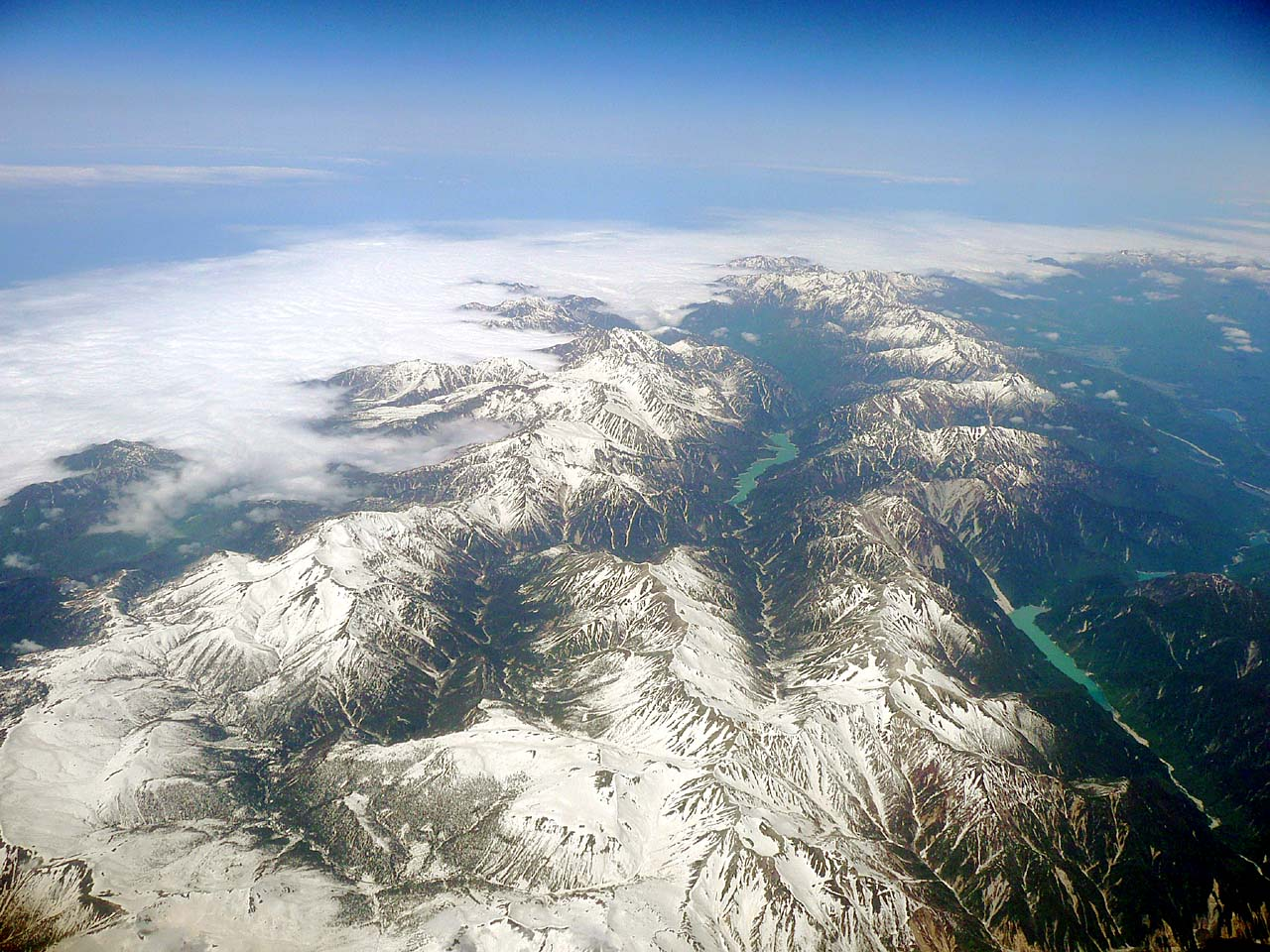
Góry Hida

Góry Hida (jap. 飛騨山脈 Hida-sanmyaku), zwane inaczej Północnymi Alpami Japońskimi (jap. 北アルプス Kita Arupusu) – łańcuch górski znajdujący się w centralnej części największej japońskiej wyspy Honsiu. Góry Hida są położone w granicach trzech prefektur: Nagano, Toyama oraz Gifu. Niewielka część leży w prefekturze Niigata.

## Nazwa
William Gowland (1842–1922), angielski inżynier chemik i metalurg, doradca władz japońskich, użył nazwy Alpy Japońskie podczas pobytu w Japonii właśnie na oznaczenie gór Hida. Pozostałe dwa pasma: Kiso i Akaishi zostały nią objęte w czasach późniejszych.

## Morfologia
Z lotu ptaka góry Hida przypominają literę Y. Grzbiet południowy tworzy nóżkę litery, podczas gdy dwa północne grzbiety rozdziela głęboka, V-kształtna dolina, jedna z najbardziej stromych w Japonii. Zachodnia część gór Hida jest zwana Tateyama, znajdują się tu wierzchołki Tate i Tsurugi. Część wschodnia nazywana jest Ushiro Tateyama, są tu szczyty Shirouma i Kashimayari.
Zapora Kurobe, największa tama w Japonii, jest położona w centralnej części gór Hida, w dolinie Kurobe.

## Galeria

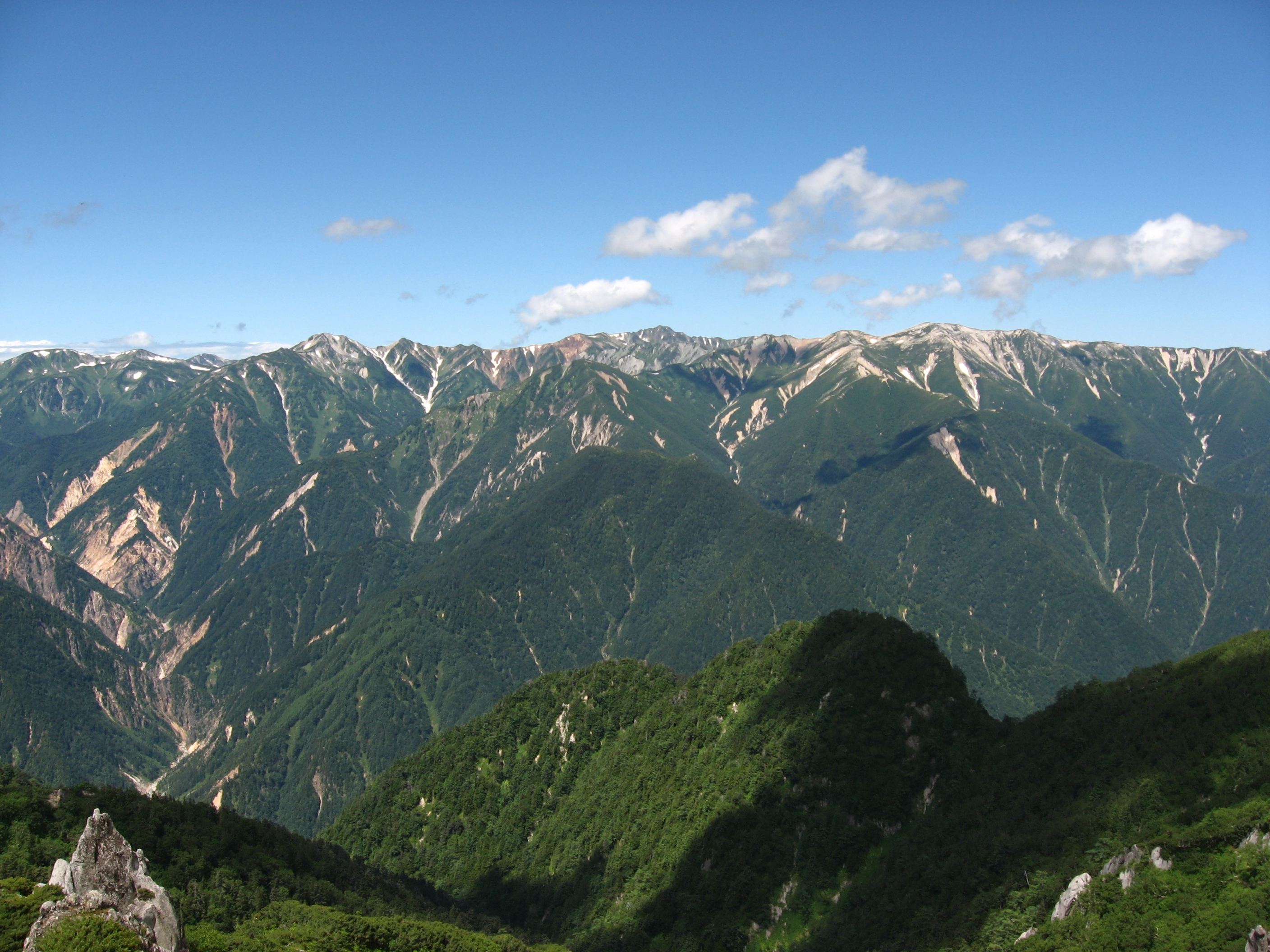
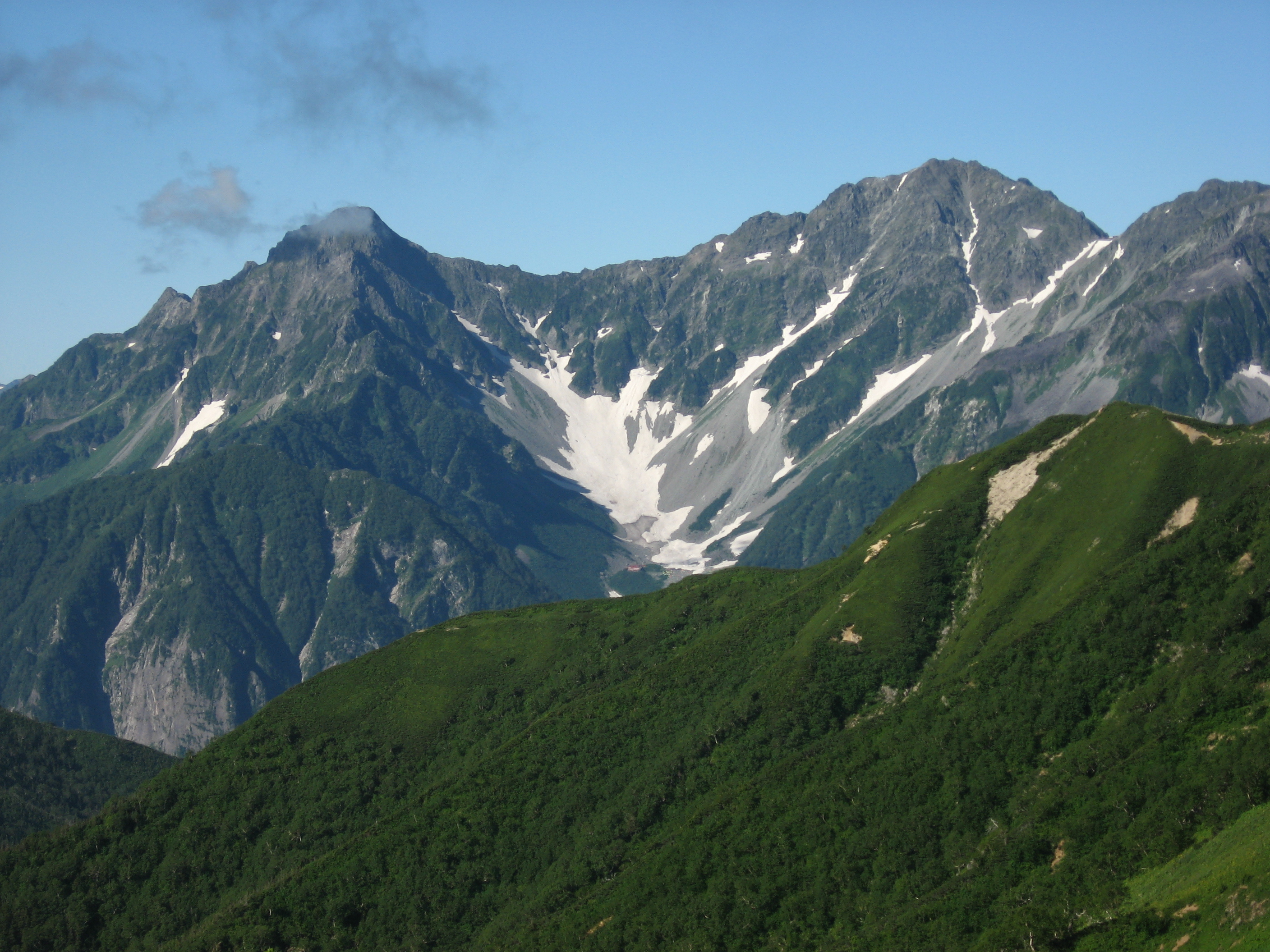
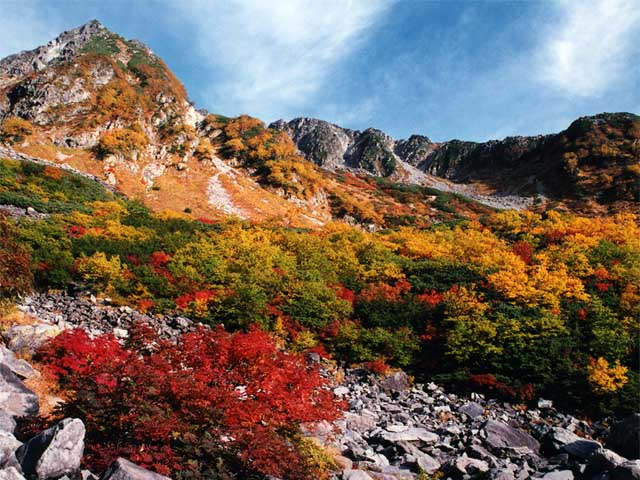
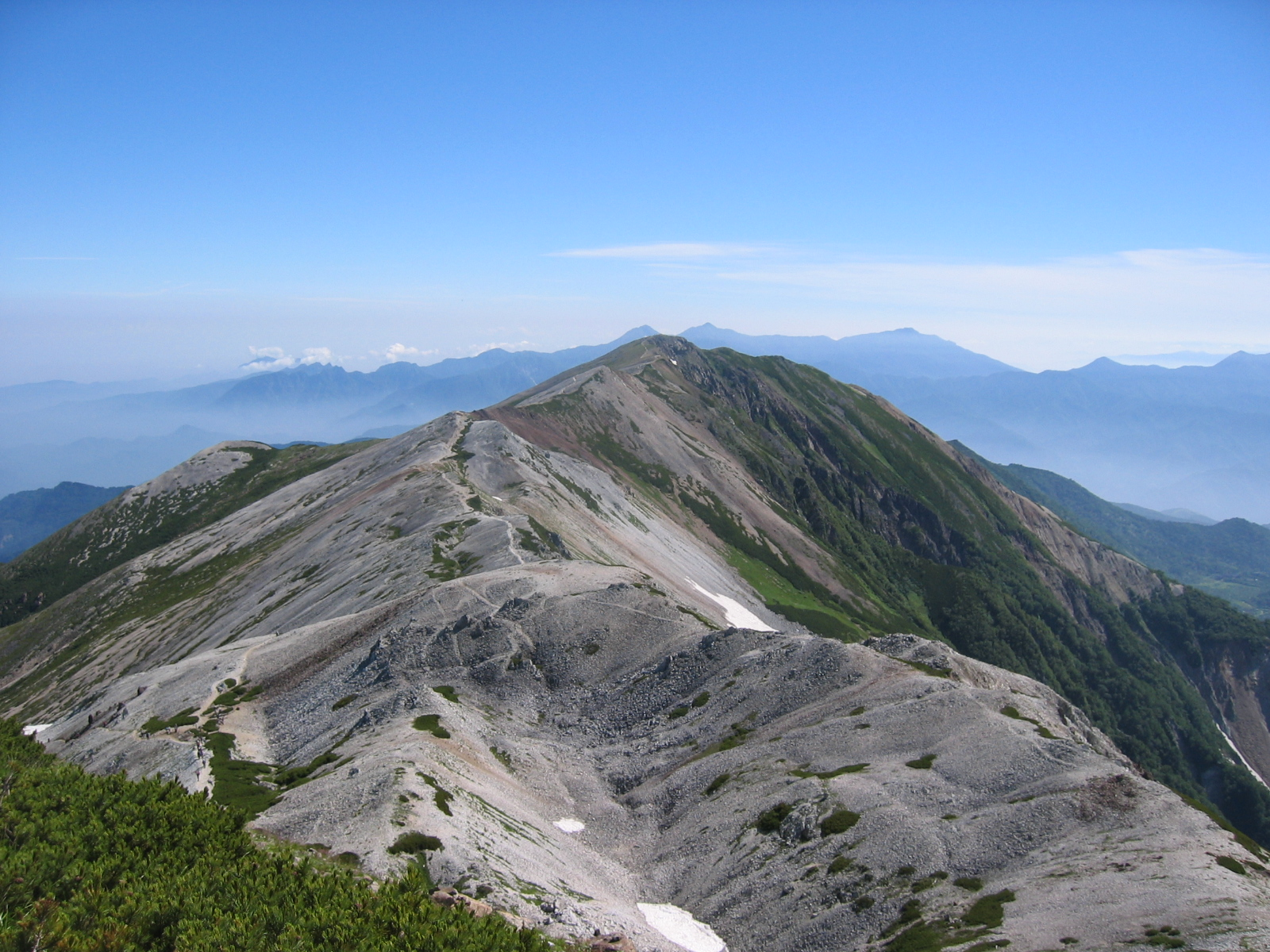
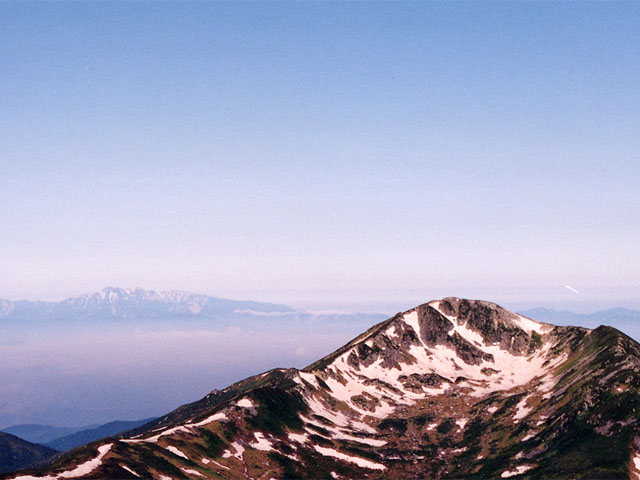
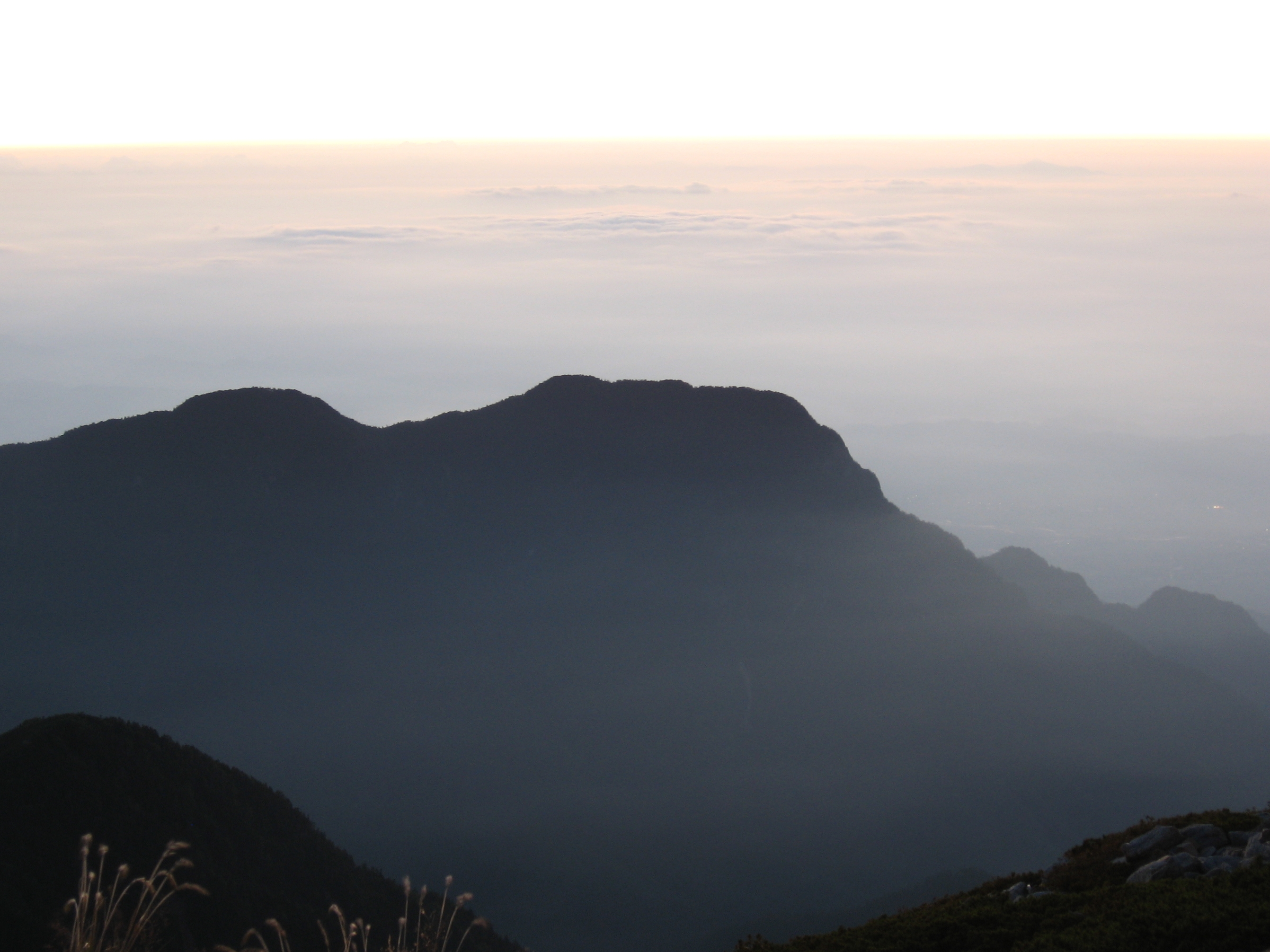
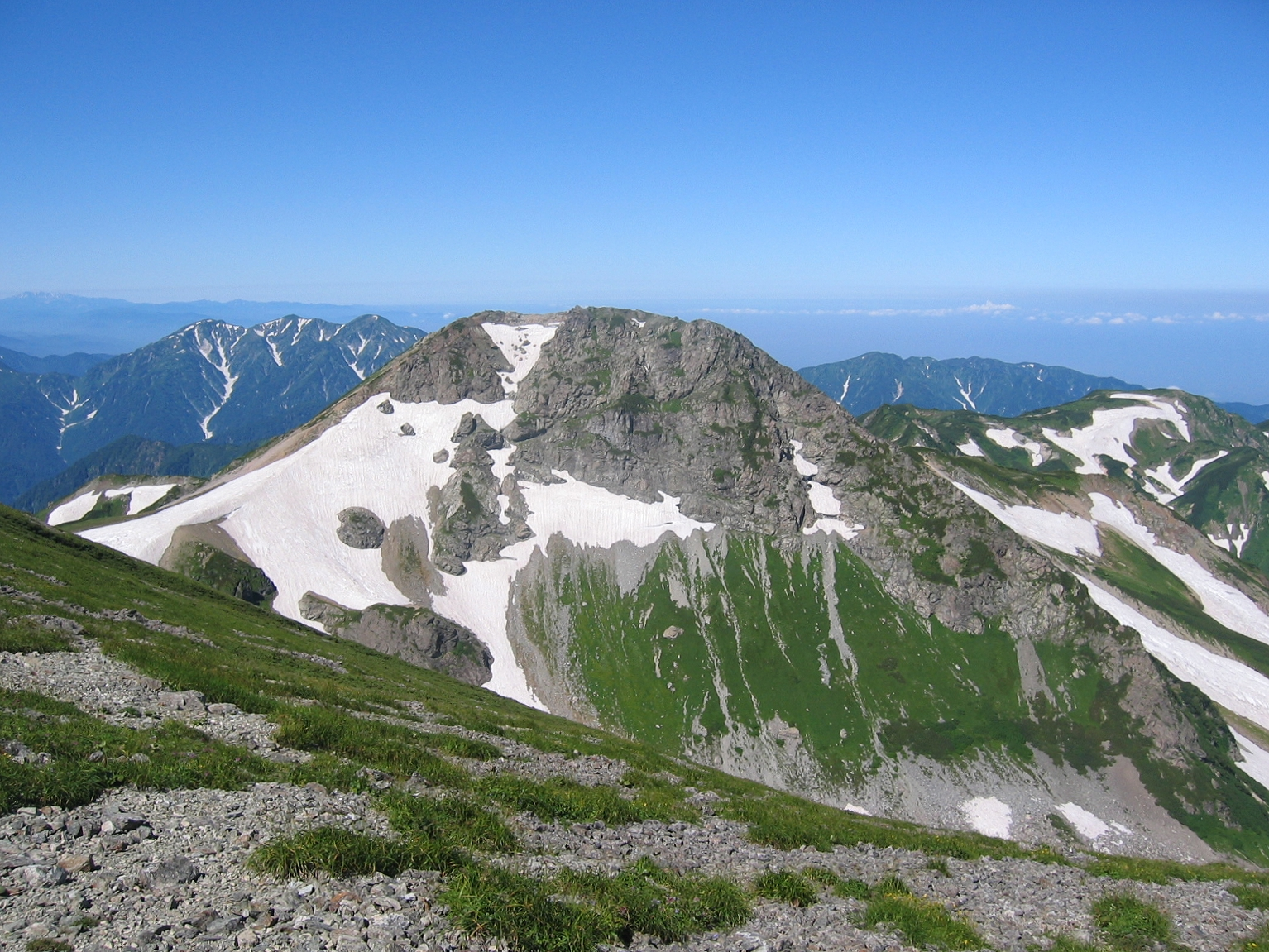
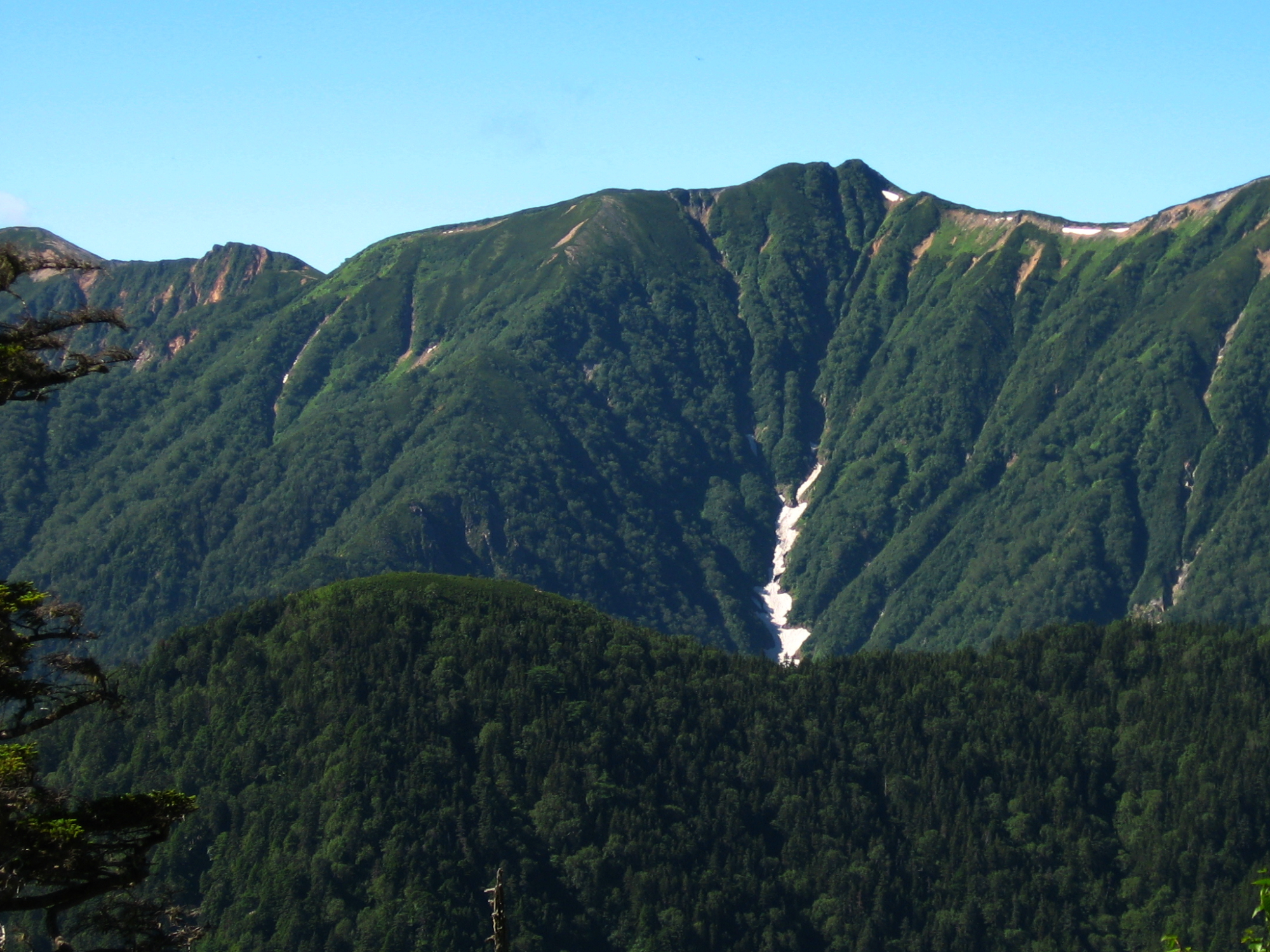
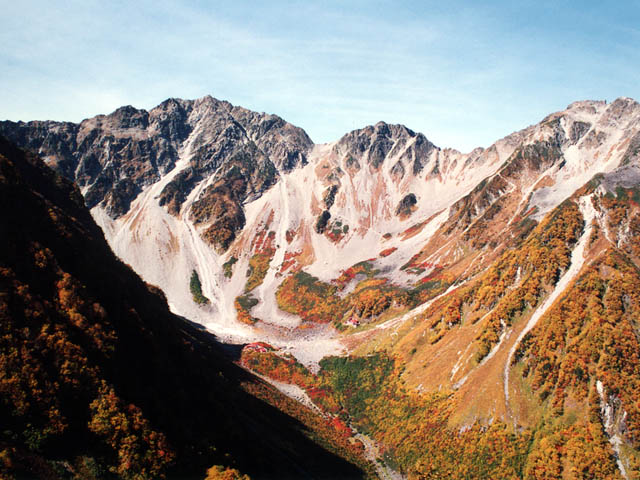
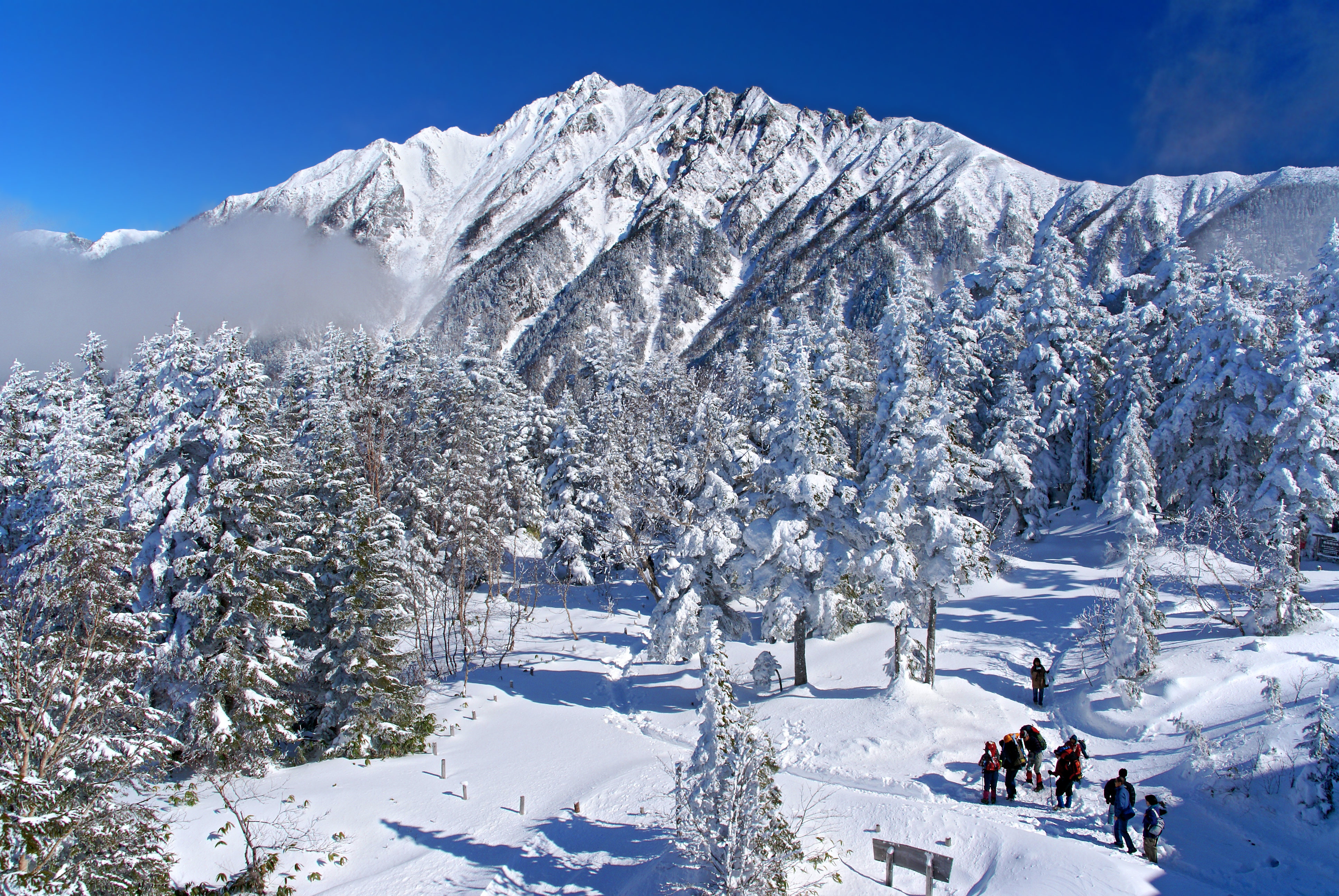
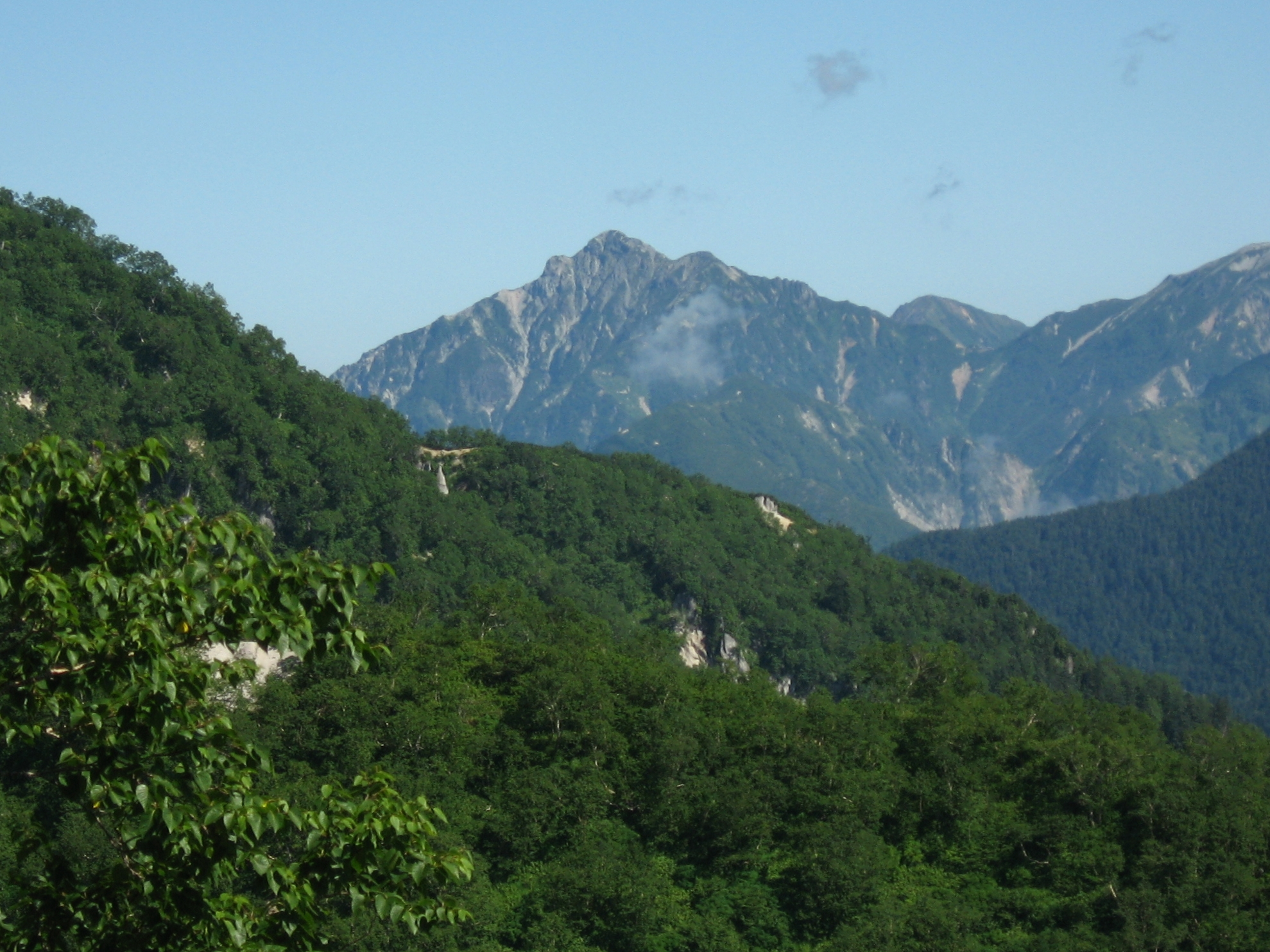
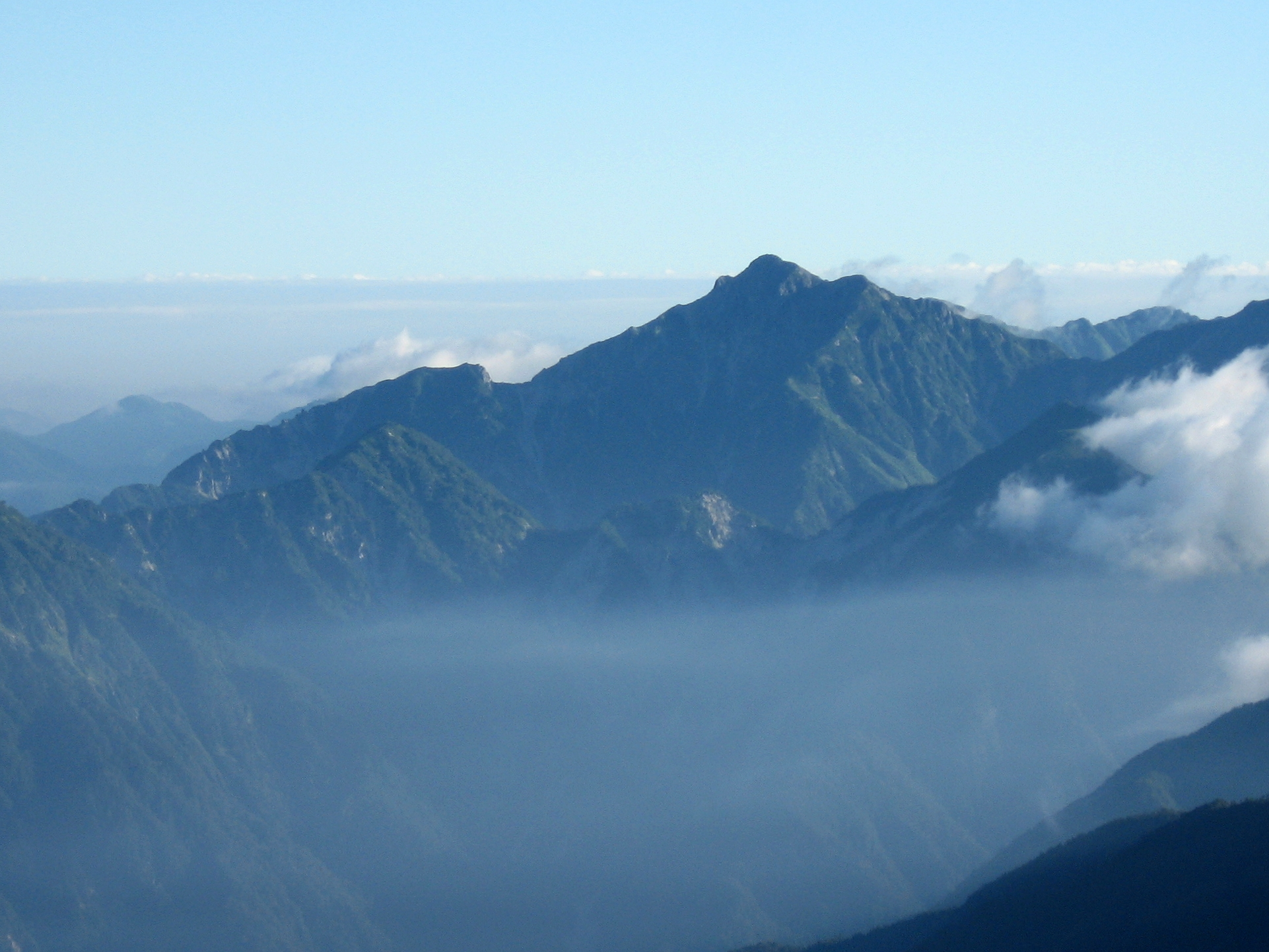

## Najwyższe szczyty
- Hotaka-dake (3190 m)
- Yari-ga-take (3180 m)
- Ontake-san (3067 m)
- Norikura-dake (3026 m)
- Tate-yama (3015 m)
- Tsurugi-dake (2999 m)
- Shirouma-dake (2932 m)
- Nogushigoro-dake (2924 m)
- Kashima-Yari-ga-take (2889 m)
- Nishi-Hotaka-dake (2909 m)
- Tsubakuro-dake (2763 m)